# Tamás Pető
Tamás Pető (ur. 8 czerwca 1974 w Budapeszcie) – węgierski piłkarz grający na pozycji defensywnego pomocnika oraz trener. W swojej karierze 14 razy zagrał w reprezentacji Węgier.

## Kariera klubowa
Karierę piłkarską Pető rozpoczął w klubie Veszprémi LC. W 1992 roku awansował do kadry pierwszej drużyny i w sezonie 1992/1993 zadebiutował w jego barwach w pierwszej lidze węgierskiej. Wiosną 1993 spadł z Veszprémi LC do drugiej ligi Węgier. W klubie tym grał do końca 1994 roku.
W 1995 roku Pető odszedł do Győri ETO FC, a na początku 1996 roku został zawodnikiem klubu Fehérvár Parmalat z Székesfehérváru. Latem 1997 przeszedł z niego do stołecznego Újpestu, w którym grał do 2000 roku. W 1998 roku wywalczył z Újpestem mistrzostwo Węgier.
Wiosną 2000 Pető grał w belgijskim klubie Verbroedering Geel, a w sezonie 2000/2001 był piłkarzem rodzimego Vasasu Budapeszt.
Latem 2001 Pető został piłkarzem NAC Breda. W Eredivisie zadebiutował 18 sierpnia 2001 w wygranym 1:0 domowym meczu z Utrechtem. W holenderskiej lidze grał do zakończenia sezonu 2006/2007.
W 2007 roku Pető wrócił na Węgry i został piłkarzem Újpestu. W trakcie sezonu 2007/2008 odszedł do drugoligowego Lombardu Pápa, w którym wiosną 2008 zakończył swoją karierę.
| Sezon   | Klub               | Kraj     | Rozgrywki     | Mecze | Bramki |
| ------- | ------------------ | -------- | ------------- | ----- | ------ |
| 1992/93 | Veszprémi LC       | Węgry    | NB I          | 2     | 0      |
| 1993/94 | Veszprémi LC       | Węgry    | NB II         | 24    | 5      |
| 1994/95 | Veszprémi LC       | Węgry    | NB II         | 13    | 3      |
| 1994/95 | Győri ETO FC       | Węgry    | NB I          | 10    | 0      |
| 1995/96 | Győri ETO FC       | Węgry    | NB I          | 10    | 1      |
| 1995/96 | Fehérvár Parmalat  | Węgry    | NB I          | 10    | 1      |
| 1996/97 | Videoton FC        | Węgry    | NB I          | 23    | 2      |
| 1997/98 | Újpest FC          | Węgry    | NB I          | 22    | 4      |
| 1998/99 | Újpest FC          | Węgry    | NB I          | 28    | 3      |
| 1999/00 | Újpest FC          | Węgry    | NB I          | 21    | 2      |
| 1999/00 | Verbroedering Geel | Belgia   | Eerste Klasse | 2     | 0      |
| 2000/01 | Vasas SC           | Węgry    | NB I          | 28    | 7      |
| 2001/02 | NAC Breda          | Holandia | Eredivisie    | 32    | 3      |
| 2002/03 | NAC Breda          | Holandia | Eredivisie    | 1     | 0      |
| 2003/04 | NAC Breda          | Holandia | Eredivisie    | 14    | 1      |
| 2004/05 | NAC Breda          | Holandia | Eredivisie    | 14    | 1      |
| 2005/06 | NAC Breda          | Holandia | Eredivisie    | 14    | 0      |
| 2006/07 | NAC Breda          | Holandia | Eredivisie    | 8     | 0      |
| 2007/08 | Újpest FC          | Węgry    | NB I          | 4     | 0      |
| 2007/08 | Lombard Pápa       | Węgry    | NB II         | 2     | 0      |

## Kariera reprezentacyjna
W reprezentacji Węgier Pető zadebiutował 22 kwietnia 1998 roku w zremisowanym 0:0 towarzyskim meczu z Macedonią. W swojej karierze grał w eliminacjach do MŚ 2002. W kadrze narodowej od 1998 do 2002 roku rozegrał 14 meczów.